# Curbridge, Hampshire
Curbridge är en by i civil parish Curdridge, i distriktet Winchester, i grevskapet Hampshire i England. Byn är belägen 19 km från Winchester. Curbridge var en civil parish 1932–1952 när blev den en del av Curdridge och Wickham. Civil parish hade 444 invånare år 1951.